# Derrick Alexander (giocatore di football americano 1972)
Derrick Scott Alexander (Detroit, 6 novembre 1971) è un ex giocatore di football americano statunitense che ha giocato nel ruolo di wide receiver nella National Football League (NFL).

## Biografia
Dopo avere giocato a football al college a Michigan, Alexander fu scelto come 29º assoluto nel Draft NFL 1994 dai Cleveland Browns. Ebbe un immediato impatto guidando i Browns, che quell'anno si qualificarono per i playoff, in ricezioni. Dopo avere giocato sporadicamente nel 1995, Alexander fece registrare due stagioni consecutive da oltre mille yard ricevute con i Baltimore Ravens. Rimane il recordman dei Ravens per yard medie a ricezione (16,6), gare da oltre cento yard ricevute e per la più lunga ricezione effettuata.
Nel 1998, Alexander firmò come free agent coi Kansas City Chiefs. Anche se i Chiefs signed lo acquisirono perché fungesse da spalla al Pro Bowler Andre Rison, guidò la squadra in yard ricevute. Nel 2000 stabilì un record di franchigia per yard ricevute in una stagione, 1.391. Il quarterback dei Chiefs quell'anno era il suo ex compagno di Michigan, Elvis Grbac.
ADopo avere giocato nel 2001 con un persistente infortunio agli addominali, Alexander fu svincolato da Kansas City e firmò coi Minnesota Vikings, per fare coppia con Randy Moss. Un infortunio al ginocchio pose fine prematuramente alla sua stagione e a fine anno fu svincolato, chiudendo la carriera.

## Statistiche
| Partite       | 126   |
| Ricezioni     | 529   |
| Yard ricevute | 6.971 |
| Touchdown     | 40    |

### Record di franchigia dei Baltimore Ravens
- Maggior numero di yard medie per ricezione (16,6)
- Maggior numero di gare da almeno 100 yard ricevute
- Passaggio più lungo ricevuto

### Record di franchigia dei Kansas City Chiefs
- Maggior numero di yard ricevute in una stagione: 1.391 (2000)